# 브장송 위그스

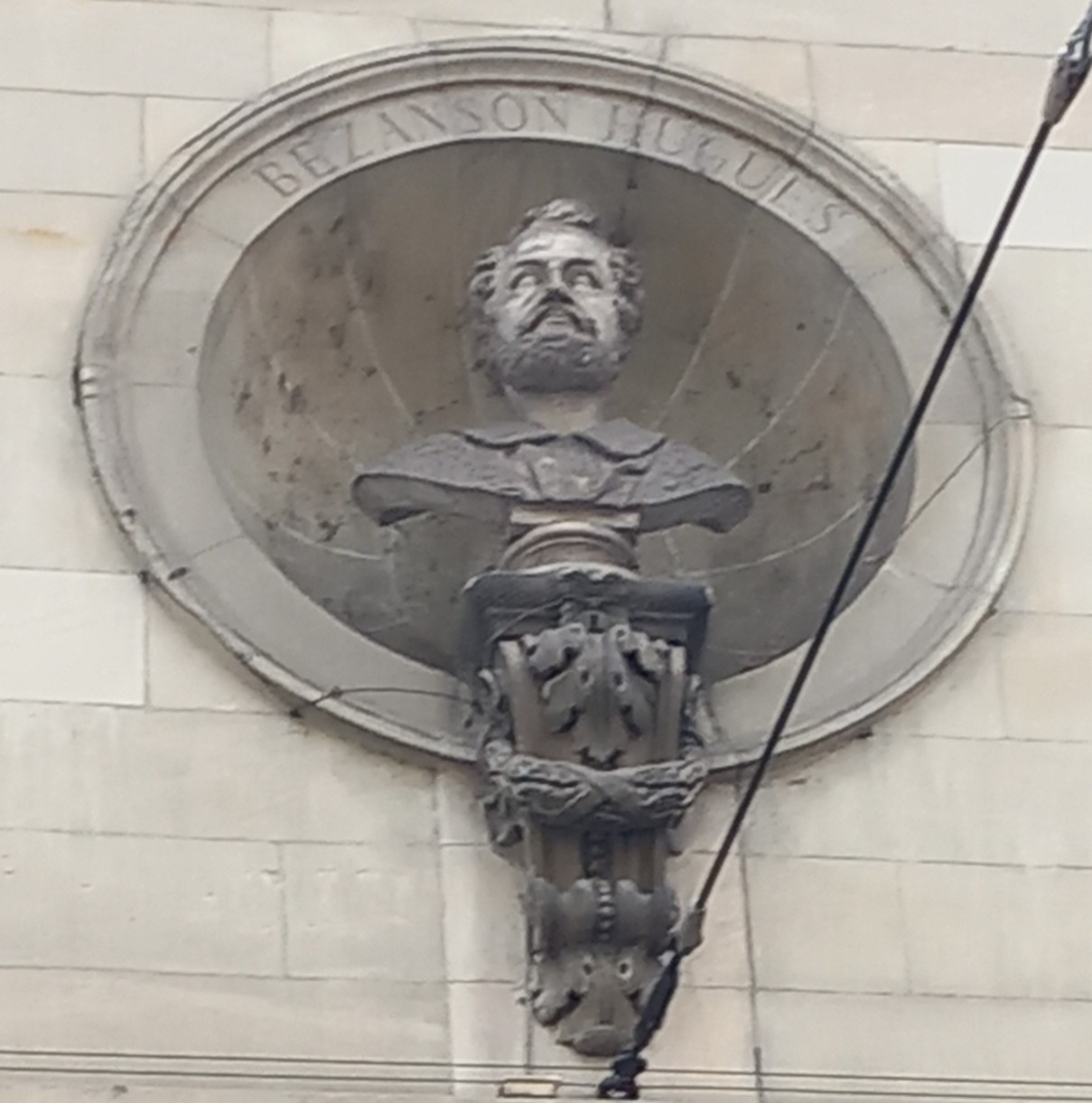

브장송 위그스 (Besançon Hugues, 1487년 - 1532년)는 제네바 대의회 (General Council of Geneva)의 회원이었으며 1526년 제네바의 독립을 가져온 사보이아가의 통치에 대항하여 반란에 참여했다.
그는 Philibert Berthelier의 지지자이자 제네바 대의회의 친독립당이었다. 1525년 9월 사보이 군대가 제네바를 침공하자 위그스는 프리부르로 탈출하여 지속적으로 반란을 하다가 그 다음 해 성공하였다. 제네바에 대한 사보이 통치의 전복을 한 후에 제네바에 있는 가톨릭 교회를 보호하고 제노바 내 종교 개혁의 확산을 막기 위해 노력했다.
1526년에 독립을 한 후, 제네바 내의 사보이 왕조의 지지자들의 공정한 재판 절차의 개최를 지지했다. 약 1527년경부터 제네바의 개신교에 공감하기 시작했지만 가톨릭 교회와 제네바의 주교에 충실했다. 1532년 2월 20일 제네바 대 협의회에서 그의 자리를 사임하고 곧 질병으로 사망했다. 사임한 뒤, 그는 제네바 피에르 드 라 봄(Pierre de la Baume)의 가톨릭 주교의 권위를 회복할 계획을 세웠지만, 아무런 성공도 없이 사망했다.
그의 형제인 기욤 위그는 또한 총회 의원 이었지만 개신교인들에게보다 호의적이었다. 1532년에 그의 사직을 포기할 때 그는 이 문제의 원인으로 가족 문제를 언급했으나 몇몇 학자들은 개신교와 협력하고 싶지않은 이유를 제시했다.

## 같이 보기
- 위그노